# Illa Bell (illes Grey)
Bell  és una de les illes Grey, l'altra és la de Grois. Té una superfície de 88 km² i es troba al costat de la Gran Península del Nord de Terranova, al Canadà.
El 1534 foren identificades per Jacques Cartier, mentre que James Cook va visitar l'illa el 7 de juliol de 1754.
Va rebre el seu nom actual de Belle-Île-en-Mer, una illa davant de la costa de Bretanya.